# Leptodon cayanensis
Leptodon cayanensis là một loài chim trong họ Accipitridae.